# Thalía
Ariadna Thalía Sodi Miranda, mais conhecida como Thalia (Cidade do México, 26 de agosto de 1971), é uma cantora, compositora, atriz e empresária mexicana-estadunidense. Desde o início de sua carreira já vendeu mais de 25 milhões de discos, sendo uma das artistas latinas que mais venderam discos no mundo, além de ser internacionalmente reconhecida por suas personagens na Trilogia das Marias.
Ela começou sua carreira musical no início dos anos 1980 como vocalista de um grupo infantil chamado Din-Din, e em 1986 se juntou à banda Timbiriche, com a qual gravou três álbuns de estúdio, ficando no grupo até 1989. Logo após, Thalía viajou para Los Angeles a fim de estudar técnicas musicais para iniciar sua carreira como cantora solo. Em 1990, ela lançou seu primeiro álbum solo, o homônimo Thalía, sob a gravadora Fonovisa, seguido por Mundo de cristal, (1991), e Love (1992), que alcançou grande sucesso de vendas em território mexicano. Em 1994, assinou contrato com a gravadora EMI, com a qual lançou dez álbuns de estúdio e vendeu 10 milhões de discos. Em 2009, Thalía assinou um contrato com a Sony Music, e passou então a ser empresariada por seu marido, Tommy Mottola. Mais tarde, recebeu certificação de diamante triplo por seu primeiro álbum ao vivo, Primera fila, que vendeu 500.000 cópias no México.
Entre seus maiores sucessos, estão canções como "Piel Morena", "Amor a la Mexicana", "Entre el mar y una estrella", "Arrasando", "Tú y yo", "No me enseñaste", "¿A quién le importa?", "I want you", "Equivocada", "Desde esa noche",  "No me acuerdo" e, além de suas gravações em castelhano, sua língua materna, Thalía, também já cantou em inglês, italiano, francês, português e filipino. Em 2002, "Piel morena" foi escolhida como a melhor canção em castelhano de todos os tempos nos Estados Unidos numa pesquisa conduzida pela Univision, enquanto uma década depois, O Terra colocou a canção "Amor a la mexicana" em primeiro lugar na sua lista de "As 50 melhores canções latinas". O tabloide britânico The Sun classificou Thalóa no número 25 entre as "50 cantoras que nunca serão esquecidas" na história da música.
Em sua carreira como atriz, Thalía participou de sete telenovelas, dois filmes e uma peça teatral, além da gravação de três trilhas sonoras de filmes. As telenovelas em que ela participou foram vistas por mais de dois bilhões de pessoas em 182 países; apenas a chamada "Trilogia das Marias" foi vista durante sua transmissão original por um bilhão de pessoas. Alguns meios de comunicação consideram sua atuação como  atriz o fator que lhe trouxe fama mundial. Suas performances em telenovelas ganharam críticas mistas e foram muito abundantes, Thalía é considerada a "Rainha das Telenovelas", e é a atriz de telenovela mais conhecida no mundo inteiro. Em linhas gerais, sua carreira a levou a ser qualificada como ícone popular em várias regiões do mundo tendo recebido sua estrela na calçada da fama em Hollywood em 2013.

## Biografia

### Vida antes da fama

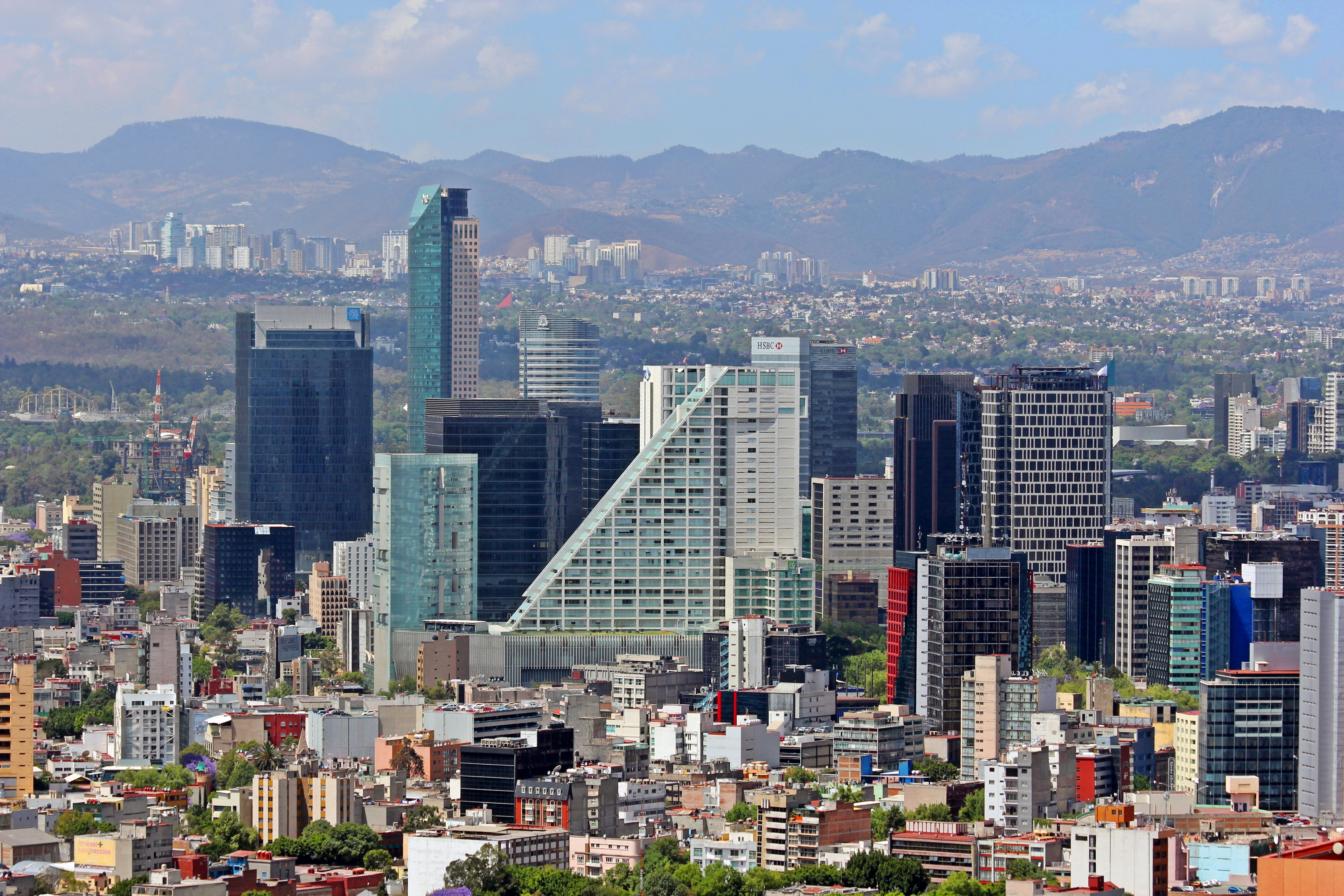
Cidade do México, cidade natal de Thalía.

Ariadna Thalía Sodi Miranda nasceu no Hospital Español, na Cidade do México, em 26 de agosto de 1971. É filha do médico, jurista, escritor, diretor, cientista, autor e criminologista mexicano Ernesto Sodi Pallares, e da empresária e pintora mexicana Yolanda Miranda Mange, que empresariou a carreira artística da filha Thalía, nos primeiros anos em que a cantora ganhou fama e notoriedade.
A artista tem seu segundo nome, Thalía, em homenagem a uma das nove musas da mitologia grega, Tália, visto que sua mãe sempre foi fã de histórias gregas, e lia muitos livros mitológicos. Quando era pequena, foi apelidada carinhosamente de "Yuya" e "Yuyita" por sua família. São termos coloquiais em que são conhecidas as espécies do pássaro sabiá-do-campo no estado mexicano de Yucatán. Seu pai era neto de Carlo Sodi, um militar italiano da região de Florença, e da empresária e pintora mexicana Yolanda Miranda Mange, neta dos primeiros franceses a imigrarem para o México, e que empresariou a carreira artística da filha Thalía nos primeiros anos em que a cantora ganhou fama e notoriedade. É a mais nova de cinco irmãs: Laura Zapata, sua meia-irmã, que é filha de sua mãe e do ex-boxeador mexicano Guillermo Zapata Perez de Utrea, Federica, Gabriela, e Ernestina, suas irmãs diretas
Quando tinha apenas um ano de idade, Thalía apareceu em um comercial de refrigerantes. Aos quatro anos, começou a ter aulas de balé e piano no Conservatório Nacional de Música. Em 1976, seu pai faleceu de diabetes, quando Thalía tinha apenas cinco anos de idade. A cantora admitiu que sua morte a chocou muito, e que por conta do trauma, ficou um ano sem falar, e só chorava. Preocupada, sua mãe teve que levá-la a consultas com psicólogos, fazendo-a melhorar e voltar a falar aos poucos. Numa entrevista a People, Thalía disse que sua mãe lhe disse: "Olha, querida, somos apenas mulheres nesta casa. Estamos numa sociedade de homens. Você tem de ser mais forte que eles, você tem de ter o coração de um homem em você”. Em 2011, sua mãe faleceu de derrame cerebral, o que abalou muito toda a família, e fez as irmãs unirem-se mais.
Thalía recebeu sua educação primária no Liceo Franco Mexicano, onde obteve um ensino bilíngue em francês e castelhano, sendo conhecida como uma estudante formidável. Às vezes, brincava de tiro ao alvo, e praticava beisebol em seu tempo livre. Em 1975, apareceu no filme mexicano La guerra de los pasteles, numa cena com Angélica Vale, entanto, seu nome é creditado. Praticante de ginástica, queria tornar-se uma ginasta olímpica, inspirada por Nadia Comăneci. Entanto, segundo a rede de televisão Univisión, seu desejo era para se tornar um bióloga ou psicóloga. Sua irmã mais velha, Laura Zapata, costumava frequentar o teatro, onde trabalhava diariamente, o que definiu seu interesse em atuar.

## Carreira musical

### 1981–1989: Início de carreira e Timbiriche
Em 1981, quando tinha nove anos de idade, Thalía foi incorporada como vocalista em um grupo infantil chamado Pac Man, que foi formado para participar de um festival de música popular conhecido como Juguemos a cantar, um programa de TV da Televisa. Mais tarde, Pac Man mudou o nome da banda para "Din-Din". Thalía se apresentou várias vezes junto com Din-Din em eventos ocasionais e festas, excursionando por todo o México. A banda gravou um total de 4 álbuns de estúdio entre 1982 e 1983 (En acción, Recordando el Rock and Roll, Somos alguien muy especial e Pitubailando).Com o crescimento de seus integrantes,o grupo acabou sendo dissolvido.
Depois que Din-Din se separou em 1984, Thalía participou como artista solo em dois festivais anuais de música de Juguemos a cantar. Em 1984, ela ficou em segundo lugar com sua interpretação de "Moderna niña del rock"; isso lhe proporcionou a oportunidade de participar do coro do popular musical Vaselina, uma versão infantil do musical Grease, no qual a banda Timbiriche estava atuando e cantando. A formação da banda consistia em Sasha Sökol, Benny Ibarra, Erik Rubín, Diego Schoening, Mariana Garza e Paulina Rubio. Timbiriche foi altamente promovido na época pela Televisa, uma das empresas de mídia mais massivas do mundo e a mais importante da língua espanhola. Algum tempo depois, Thalia obteve o papel protagonista de Sandy Dee no musical, e atuou em 500 apresentações teatrais do Vaselina junto com Timbiriche.
Em 1986, após a saída de Sasha Sökol do Timbiriche, Thalia tornou-se membro da banda. Naquela época, Timbiriche já havia gravado cinco álbuns. No ano seguinte, Thalia foi convidada a participar da telenovela Pobre señorita Limantour; Esta produção foi na verdade a estréia de Thalía como atriz de TV. No entanto, ela apareceu em apenas um episódio. No mesmo ano, ela gravou com Timbiriche o tema principal da telenovela juvenil Quinceañera, na qual Thalia foi o co-protagonista com o papel de Beatriz. A série de TV foi premiada como a "Melhor telenovela" no "Premios TVyNovelas" em 1988 e sendo premiada como "a atriz revelação de 1988".
Com Timbiriche, Thalía gravou quatro álbuns de estúdio: Timbiriche VII (1987), o álbum duplo Timbiriche VIII y IX (1988) e Los Clásicos de Timbiriche (1989). A última é uma compilação dos maiores sucessos da banda, gravada originalmente em 1987, com novos arranjos sinfônicos, que incluíam a participação da orquestra filarmônica do México. Em 1989, Thalia saiu de Timbiriche. Nesse ano, ela também estrelou em outra série de TV, Luz y sombra, que foi seu primeiro papel de protagonista. Algum tempo depois, ela foi a Los Angeles, a fim de fazer cursos de inglês na Universidade da Califórnia e participou de aulas de música, canto, atuação e dança antes de iniciar sua carreira solo.

### 1990–93:Thalía,Mundo de CristaleLove
Em 1990, Thalía retornou ao México e lançou seu primeiro álbum de estúdio como artista solo, auto-intitulado Thalía, produzido por Alfredo Díaz Ordaz e lançado pela Fonovisa, gravadora da Televisa. A partir desse álbum, ela lançou um total de quatro singles que se tornaram grandes sucessos de rádio: "Amarillo Azul", "Pienso en Ti", "Un Pacto Entre Los Dos" e "Saliva". As duas últimas faixas foram coescritas por ela e Díaz Ordaz e foram consideradas provocativas na época ("Un Pacto Entre Los Dos" foi rotulado como uma canção com letras ocultas de adoração a Satã em várias festas de extrema-direita).
Em setembro de 1991, Thalía lançou seu segundo álbum de estúdio, Mundo de Cristal, que marcou o último projeto de Thalía em colaboração com Alfredo Díaz Ordaz. Quatro músicas se tornaram singles de rádio do álbum, e todos eles tiveram grande impacto nas rádios do México. Devido ao sucesso dos singles, o álbum foi certificado como ouro duplo no país natal de Thalia, o México. No mesmo ano, Thalía foi coapresentadora do falecido show espanhol VIP Noche, junto com o apresentador espanhol Emilio Aragón, produzido pela Telecinco.
Em outubro de 1992, ela lançou seu terceiro álbum de estúdio e seu último sob o mesmo selo, intitulado Love, que foi gravado na Espanha e foi produzido por Luis Carlos Esteban. Do álbum foram extraídos seis singles, que teve grande impacto de rádio: "Sangre", "Love", "No Trates de Engañarme", "Flor de Juventud", "María Mercedes" (tema oficial da novela), e "La Vida en Rosa", sendo a última cover hispano-francês da clássica canção francesa originalmente interpretada por Edith Piaf. Thalía escreveu a canção "Sangre" inspirada em Díaz Ordaz, com quem ela rompeu sua relação sentimental. O álbum foi elogiado pelos críticos, como uma evolução artística para Thalía, especialmente música eletrônica. O álbum alcançou a 15ª posição no Latin Pop Albums da Billboard em 1993. No México, vendeu mais de 200 000 cópias no primeiro mês após seu lançamento e logo alcançou a certificação platina e ouro, enquanto foi um sucesso comercial em todo o mundo.

### 1994–99:En Éxtasis,Nandito Ako,Amor a la Mexicanae internacionalização
Em 1994, durante a transmissão bem-sucedida de Marimar, Thalía assinou um contrato com a gravadora EMI para preparar seu quarto álbum de estúdio intitulado En Éxtasis, lançado em outubro de 1995. En Éxtasis foi produzido com a ajuda de produtores célebres como Emilio Estefan Jr. (marido da famosa cantora cubana Gloria Estefan ) e Óscar López. O álbum gerou um total de sete singles, incluindo "Piel morena", "Amándote", "Gracias a Dios", "Quiero hacerte el amor", "Me faltas tú", "Lágrimas", "María la del barrio". "Piel morena" se tornou um grande sucesso internacional além de ter sido votada como a melhor música espanhola nos Estados Unidos a partir de uma pesquisa divulgada pela empresa de mídia Univision. Foi mais orientado para o pop latino gênero musical em que o álbum, apesar de ter sido influenciado por vários gêneros musicais. "Amándote" se tornou um hit número 1 em várias estações de rádio nas Filipinas em 1996, junto com seu estrelato fenomenal acompanhada por seu histórico turnê Manila. Foi descrito pela mídia filipina como equivalente a visita do Papa João Paulo II em 1995. A transmissão das telenovelas María Mercedes, Marimar e María la del barrio já havia convertido Thalía a um fenômeno global de televisão até o final de 1996. Em janeiro de 1997, ela lançou seu primeiro álbum de compilação intitulada Nandito Ako, que contém quatro canções gravadas em filipino, cinco versões em inglês de várias faixas do álbum En éxtasis e um remix espanhol da música "Amándote". O único single que foi lançado deste álbum foi "Nandito Ako". O álbum se tornou um sucesso comercial nas Filipinas, como resultado da crescente popularidade de Thalía, alcançando certificação de platina estabelecido pela Philippine Association of the Record Industry. En éxtasis foi seu primeiro álbum que foi lançado mundialmente, alcançando certificação de ouro, platina e multi-platina em mais de 20 países.
Em julho de 1997, o quinto álbum de estúdio de Thalía foi lançado, sob o título Amor a la mexicana, produzido novamente por Emilio Estefan, incluindo canções que se tornaram clássicas ao longo dos anos como "Mujer latina", "De dónde soy", "Por amor", "Noches sin luna" e "Amor a la mexicana". O álbum se tornou um puro sucesso comercial, enquanto o primeiro single do álbum ("Amor a la mexicana") se tornou número 1 em 14 países. Com Amor a la mexicana, Thalía pôde trazer sua música e estabelecer seus projetos em mercados difíceis como os da França, Grécia, Hungria, Turquia, Polônia, Portugal, Itália e todos os países de língua espanhola.
Após o sucesso do álbum, Thalía gravou as versões em espanhol e português da música "Journey to the Past", produzida pela Atlantic Records, como parte da trilha sonora do filme Anastasia (1997), da Fox Animation Studios.
No ano seguinte, ela estrelou pela primeira vez em um filme em inglês, chamado "Mambo Café", escrito e dirigido por Reuben González. Mambo Café estreou em janeiro de 2000 no México, Grécia e Rússia, distribuído pela Kushner Locke Entertainment.
Em 1999, depois do Mambo Café, Thalia voltou na televisão com a telenovela Rosalinda. "Rosalinda" foi considerada a produção mais cara da Televisa até então, bem como a mais exportada em países estrangeiros, já que foi vendida em mais de 180 países. Em uma entrevista daquele período Thalía comentou: "As telenovelas são as que abriram as portas do mundo para mim, porque o público das telenovelas é muito mais apaixonado do que o público do cinema. Além disso, a televisão é gratuita".

### 2000–03:Arrasando,Thalíae trabalhoscrossover
Depois de completar sua participação em Rosalinda, em abril de 2000 foi lançado seu sexto álbum de inéditas, Arrasando, que recebeu análises positivas dos críticos musicais. Das doze canções contidas no disco, oito são de autoria da artista. Deste álbum foram lançados singles como "Entre el mar y una estrella", "Regresa a mí", a faixa-título e "Reencarnación". A primeira delas tornou-se a primeira música da cantora a liderar três paradas musicais diferentes da revista Billboard. O álbum obteve certificação de platina dupla suas vendas nos Estados Unidos; também recebeu certificação de platina na Argentina, Eslováquia, México e Espanha, enquanto no Chile, Grécia, Filipinas, Uruguai, Venezuela e na América Central foi premiado com um disco de ouro. Arrasando vendeu ao total cerca de dois milhões de unidades em todo o mundo. Na cerimônia do Grammy Latino de 2001, o álbum recebeu duas indicações, nas categorias Álbum Vocal Pop Feminino e Melhor Engenharia de Gravação de um Álbum, consagrando-se como vencedor na última categoria.
Em agosto de 2001, foi lançada a segunda compilação de Thalía, Thalía con banda: Grandes éxitos, que reúne regravações orientadas ao gênero banda de seus sucessos anteriores. Uma parte do álbum foi gravada na cidade mexicana de Los Mochis, sob produção de Guillermo Gil. Posteriormente, a Recording Industry Association of America (RIAA), certificou-o com um disco de platina e ouro por suas vendas nos Estados Unidos. O álbum alcançou o primeiro lugar na Grécia e na Espanha, enquanto na Hungria alcançou a quarta colocação. A PROMUSICAE o certificou com um disco de ouro, vendendo mais de 80 000 na Espanha, tornando-se o primeiro álbum do gênero a obter um certificado naquele país. O álbum também obteve sucesso notável em países como Israel, Turquia, Bulgária, entre outros países. Em maio de 2002, chegou às lojas seu sétimo álbum de estúdio, o homônimo Thalía. Mais uma vez a produção foi assinada por Emilio Estefan, bem como pelo colombiano Estéfano. O disco incluiu três canções em inglês, e teve como singles "Tú y yo" e "No me enseñaste", "Dance, Dance (The Mexican)" e "¿A quién le importa?", uma versão da canção do grupo espanhol Alaska e Dinarama. Thalía foi certificado com disco de ouro na Argentina e México, platina em Porto Rico e platina dupla nos Estados Unidos.
No início de 2003, foi lançada sua terceira compilação, Hits Remixed, contendo doze remixes de suas canções mais bem sucedidas. O trabalho tornou-se um dos álbuns de remixes mais vendidos de todos os tempos, contabilizando vendas de mais de dois milhões de unidades em todo o mundo. Mais tarde, em julho do mesmo ano, foi lançado seu oitavo álbum de estúdio, o homônimo Thalía, através da Virgin Records, selo subsidiário da EMI nos Estados Unidos. Seu terceiro lançamento a levar seu próprio nome, Thalía explicou o título, dizendo: "porque eu não gosto de me complicar e para que não me confundam, que saibam que eu sou". Thalía diferiu-se de seus predecessores por ser destinado ao mercado anglófono, uma vez que a maioria de suas canções são em língua inglesa. Produzido por Cory Rooney e Steve Morales, o trabalho mistura vários gêneros musicais, incluindo pop, pop rock e R&B. O primeiro single "I Want You", um dueto com o rapper Fat Joe, alcançou o número 22 na parada Billboard Hot 100, sendo a única faixa de Thalía a entrar em dita tabela. As críticas para o álbum foram em sua maioria mornas. O disco obteve uma modesta recepção comercial, vendendo mais de 50.000 cópias nos Estados Unidos em sua primeira semana, figurando em 11º lugar na Billboard 200, enquanto no resto do mundo vendeu apenas cerca de 20.000 cópias no mesmo período. Até 2005, o disco havia vendido cerca de 200.000 unidades nos Estados Unidos, de acordo com a Nielsen SoundScan. No entanto, no Japão, a Recording Industry Association of Japan (RIAJ) o certificou com disco de ouro, sendo o único álbum de uma cantora mexicana a ter uma certificação nesse país até hoje.

### 2004–08:Greatest Hits, High Voltage Tour,El sexto sentidoeLunada

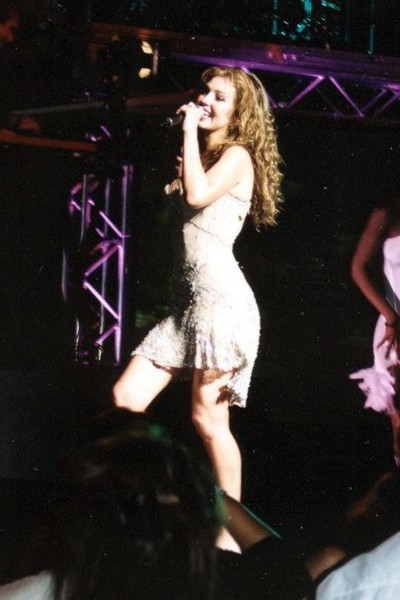
Thalía durante a apresentação da High Voltage Tour na cidade de Los Angeles, 2004.

Em fevereiro de 2004, chega às lojas seu álbum de compilação Greatest Hits, que compilou as músicas mais bem sucedidas de seus álbuns anteriores lançados pela EMI. A partir dele vieram os singles "Cerca de ti" e "Acción y reacción", sendo este último sobre sua relação com o marido Tommy Mottola. Com o propósito de promover a compilação, a cantora embarcou em uma turnê chamada High Voltage Tour, que percorreu várias cidades dos Estados Unidos e do México. No entanto, a digressão teve uma má recepção comercial e crítica. Segundo o repórter Alejandro Rera do Chicago Tribune, um dos problemas foram os poucos bailarinos no palco durante as apresentações e, em contraste, os inúmeros figurinos usados pela cantora em cada apresentação.
Seu nono álbum de estúdio El sexto sentido, no qual a cantora também atuou como produtora executiva, foi lançado em meados de 2005. Este álbum foi inspirado por sua busca espiritual pelos eventos paranormais que vivenciou quando criança, e, naquele momento, Thalía o definiu como seu disco mais honesto. Desta produção surgiram os singles "Amar sin ser amada", "Un alma Sentenciada" e "Seducción". O disco recebeu críticas em sua maioria favoráveis. Em novembro daquele ano, El sexto sentido foi certificado com duas vezes platina, como resultado das vendas nos Estados Unidos. Pouco tempo depois do lançamento do álbum, Thalía anunciou que não iria mais trabalhar em telenovelas, rescindindo o contrato que a ligava à Televisa. Em janeiro de 2006, a cantora adquiriu a cidadania americana após completar oito anos de residência no país. Esse fato causou algumas controvérsias no México, o que a levou a esclarecer que ela não renunciaria à nacionalidade mexicana. No mesmo mês, participou do programa Cantando por un sueño da Televisa, como "madrinha" do programa em sua estreia. No início de 2006, El sexto sentido foi relançado sob o título El sexto sentido: Re+Loaded. A nova edição incluiu quatro faixas inéditas, incluindo "No, no, no", um dueto com Romeo Santos, que foi lançada como single.
Em março de 2007, foi anunciado um acordo entre a ABC Radio e Thalía para produzir um programa de rádio chamado Conexión Thalía Radio Show, com duração de duas horas cada sábado. No programa, apresentado pela própria artista, foram abordados pautas informativas e entrevistas com outras celebridades latinas, dirigidas a público de 18 a 34 anos. Neste novo projeto, ela mencionou que "representa uma oportunidade adorável de conhecer outras pessoas, alcançar lugares limitados na televisão ou na imprensa". Em sua estréia, foi transmitido em Nova York, Los Angeles, Miami e Chicago. Até 15 de janeiro de 2009, o programa contava com mais de doze milhões de ouvintes nos Estados Unidos.
Seu décimo álbum de estúdio, intitulado Lunada, foi produzido por Emilio Estefan e chegou às lojas em junho de 2008. O primeiro single promocional do álbum foi "Ten Paciencia", e tem um total de onze músicas. A produção incluiu a canção "Bendita", uma canção que a cantora escreveu para sua filha, Sabrina Sakaë. Um mês após sua estreia, Lunada estreou no número dez na Top Latin Albums da Billboard. No entanto, não conseguiu ser tão bem sucedido como os antecessores trabalhos da cantora, devido às baixas vendas e à pouca promoção que recebeu, por isso foi considerado como um enorme fracasso comercial, inclusive pela própria cantora. No total, Lunada vendeu apenas 300.000 unidades mundialmente, tornando-se o álbum menos vendido de toda a sua carreira. Ao mesmo tempo, em outubro, Thalía revelou que sofria de doença de Lyme, causada pela picada de um carrapato, enquanto se exercitava nas proximidades de sua casa. No final, depois de um longo tratamento e antibióticos fortes, ela recuperou-se com sucesso da infecção. Em novembro, Thalía anunciou sua saída da EMI, depois de mais uma década de história com a gravadora. Foi posteriormente revelado que ela havia vendido 10 milhões de cópias de seus álbuns lançados com a EMI. No início de 2009, a minissérie educacional As Aventuras de Eebee e Thalia estreou na V-me Network, abordando questões sobre criação de crianças pequenas.

### 2009–11: Sony Music ePrimera Fila

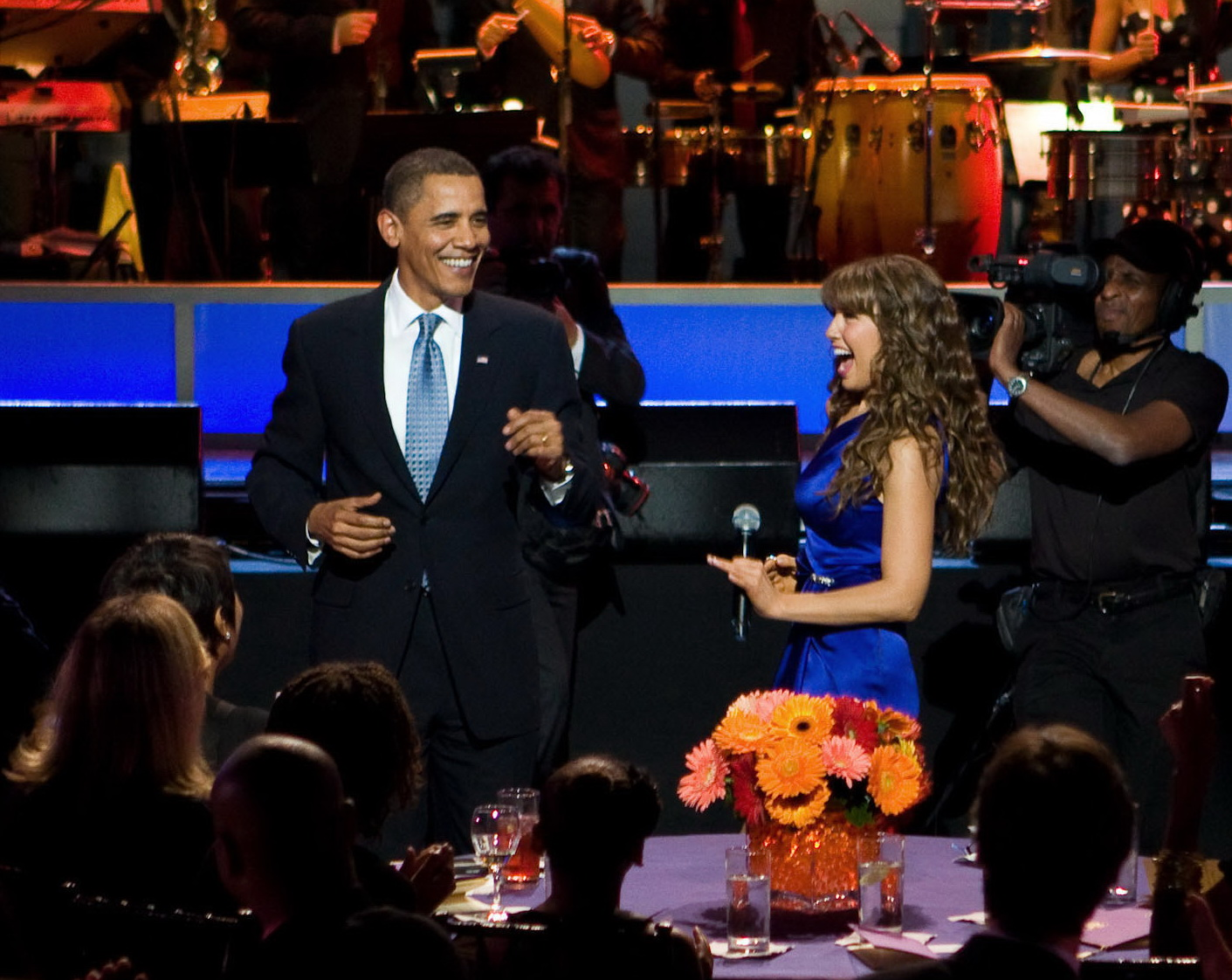
Barack Obama e Thalia (dançando "Amor a la mexicana") em 2009, durante "La Fiesta Latina".

Em julho de 2009, foi anunciado que o primeiro álbum ao vivo de Thalía, Primera Fila, gravado em formato acústico, produzido pela gravadora Sony Music, estaria à venda em dezembro do mesmo ano. De acordo com o cantora: "Eu fiz esse álbum para abordar as pessoas de uma maneira diferente, eu não fiz isso para ser premiada, eu fiz isso para me aproximar dos meus fãs e também para me aproximar daqueles que nunca gostaram da minha música". Em outubro daquele ano, Thalia se apresentou em um concerto oferecido na Casa Branca para comemorar a herança musical hispânica; pouco depois, no mesmo mês, o primeiro single de Primera Fila, a canção intitulada "Equivocada", que foi seguido por "Qué Será De Ti", " Eu estou no amor ", "Estoy Enamorado" e "El próximo viernes". O disco é caracterizado por ter sido gravado ao vivo em um pequeno auditório em Miami, na Flórida, no meio daquele ano, sem troca de figurinos ou muita maquiagem. O álbum inclui dois duetos, um com o cantor mexicano Joan Sebastian (intitulado "Con la duda") e outro com o porto-riquenho Pedro Capo ("Estoy enamorado"). A produção recebeu em sua maioria críticas positivas; entre os primeiros a revisá-lo, Jason Birchmeier, chamou o álbum de "um dos melhores lançamentos [de Thalía] até hoje, e o mais surpreendente"; por sua vez, Thalia considerou o álbum "o melhor de sua carreira e o mais pessoal", chamando-o de "legado musical".
Quanto à recepção comercial, Primera fila alcançou certificado de platina tripla no México pelas vendas de mais de 180 000 cópias, ficando mais de seis meses no topo das cem melhores - vendas de álbuns do ano, de acordo com o AMPROFON. Em julho de 2010, Primera fila obteve um disco de diamante, que posteriormente foi complementado com mais discos de ouro e platina até alcançar a certificação de diamante e disco de platina triplo. Ao longo de 2010, Primera fila tornou-se o álbum mais vendido no México e permaneceu em primeiro lugar por 55 semanas não consecutivas; na Grécia e na Espanha alcançaram a posição seis e trinta e dois respectivamente. Até outubro de 2012, Primera fila havia vendido cerca de 1,5 milhão de cópias em todo o mundo. Em setembro de 2010, uma nova edição do álbum acústico intitulado Primera fila... Un año después foi lançado e contém oito músicas do material original junto com duas faixas inéditas e um remix para dueto com o grupo Aventura.

"É uma grande alegria poder dizer que fiz tudo o que veio do meu coração e como me pareceu. Eu nunca quis nada. Eu coloquei tudo que eu queria colocar, eu cantei todos os gêneros que existem, fiz shows em todos os lugares e acho que é disso que a vida é, agarrar oportunidades e ser teimoso. Eu sou uma mulher teimosa e gosto de cristalizar meus sonhos."

—Thalía, em relação ao o sucesso do Primera Fila em 2011.
Em Outubro de 2010, Michael Bublé convidou-a para o seu álbum de Natal Christmas com a música bilíngue "My wishes/Merry Christmas". Em novembro do mesmo ano, ela regravou a canção "Love Me Tender" de Elvis Presley, acompanhado pela voz de Presley, para o álbum tributo Viva Elvis. Além de ser a única Latina a aparecer nesse álbum, Thalia se tornou a primeira artista latina a cantar com Elvis.

### 2012–13:Habítame Siempre,The VIVA! Tour
Em fevereiro de 2012, Thalia participou da homenagem a Roberto Gómez Bolaños e cantou a música "Gracias", composta pelo peruano Gian Marco para aquela ocasião. Um mês depois, ela foi convidada para colaborar na série de desenhos animados, Dora the Explorer no episódio "Rescue em Mermaid Kingdom", onde a voz de uma sirene chamar Maribel jogado, em Além de emprestar sua voz em música bilíngue "Sing, sing, sing". Em setembro do mesmo ano, ela ofereceu um concerto privado no Hammerstein Ballroom, em Nova York, e tornou público o nome de seu décimo primeiro álbum de estúdio, Habitame Siempre onde inclui a participação de vários artistas, entre eles Robbie Williams e Michael Bublé, cujo produtor executivo é seu marido, Tommy Mottola. O álbum é uma homenagem a sua mãe e o primeiro single é "Manias", cujo lançamento foi em outubro 8. Um dia depois, em 9 de Outubro, Thalía foi apresentada por Tony Bennett no programa americano Today Show, onde cantaram a música "The Way You Look Tonight" de Bennett, que faz parte de seu álbum Viva Duets; álbum onde Bennett faz colaborações com outros artistas latinos como  Vicente Fernández, Marc Anthony e Juan Luis Guerra entre outros, interpretando seus maiores sucessos.
Em 27 de outubro de 2012, ela se apresentou na celebração do 50º aniversário do programa Sábado Gigante e cantou o primeiro single de Habítame siempre, "Manías". Poucos dias depois, Thalía serviu como porta-voz da iniciativa da Pampers, chamada "Mi música, mi herencia", que visa preservar a cultura latina nos Estados Unidos através da música. Até 2013, a produção no México alcançou um total de 3 discos de platina, juntamente com um ouro.
Em 2013, Thalia voltou ao palco para apresentar sua turnê musical Viva! Tour. Turnê de concertos que percorreu pelos Estados Unidos e México, sendo sete apresentações no total, que foram gravadas em alta qualidade para posteriormente ser lançado em DVD. O CD/DVD Viva! Tour foi lançado em 12 de novembro de 2013 no México, seu primeiro single foi "La apuesta" gravado com o cantor mexicano Erik Rubín. Em 18 de novembro, "Y si fueran ellas?", Foi lançado, uma produção em homenagem a Alejandro Sanz, que reuniu os artistas com mais destaques na cena musical para regravar o sucesso do cantor espanhol; no qual Thalia foi convidada para a música "Cuando nadie me ve". Em dezembro de 2013, a cantora recebeu uma estrela na Calçada da Fama de Hollywood, por sua carreira musical e contribuições para a cena de entretenimento.

### 2014–presente:Amore Mio,LatinaeValiente
Em 2014, a cantora lançou o Viva Kids Vol. I, seu primeiro CD/DVD infantil, que acompanha o lançamento de "Chupie, o binky". Para a apresentação do álbum, Thalía se apresentou no México durante o mês de abril de 2014 e gravou uma série de vídeos nos estúdios da Televisa. Em 26 de agosto de 2014, Laura Pausini lança uma nova versão de "Sino a ti", um dueto com Thalía, como um single promocional do relançamento do álbum 20 - Greatest Hits da italiana, a data coincidiu com o aniversário de Thalia. Em 9 de setembro de 2014, a artista lança "Por lo que reste de vida", uma canção escrita por Ricardo Montaner, como o primeiro single do que seria seu próximo álbum de estúdio, Amore Mio. Foi colocado à venda em 4 de novembro de 2014, lançando também "Amore mio", música que dá o nome ao álbum. Pouco depois de sua estreia, conseguiu se colocar no topo da lista do Monitor Latino permanecendo nessa posição por quatro semanas consecutivas.
Em julho de 2015, estreia o filme de animação Minions, sequência de filmes de animação Despicable Me 1 e 2. Thalía retorna como uma atriz, mas desta vez como dubladora, dando voz a vilã flamboyant Scarlett Overkill, que é acompanhado pelos asseclas e por seu marido Herb Okervill, a quem o cantor porto-riquenho Ricky Martin emprestou sua voz. Dois meses depois, Thalía retorna às telenovelas, mas cantando o tema musical da telenovela Antes muerta que Lichita, intitulada "Si nunca vez", sob a produção de Rosy Ocampo. Em 2016 lançou, junto com Maluma, a música "Desde esa noche". Em 26 de fevereiro de 2016, ela revelou em suas contas de mídia social a capa de seu álbum de estúdio, Latina, lançado em 21 de abril de 2016. O primeiro single do álbum, "Desde esa noche" com Maluma, chegou ao número 16 na parada Hot Latin Songs e número 4 na tabela Latin Pop Airplay. O segundo single do álbum, "Vuélveme a querer" foi lançado em 29 de abril. Thalía anunciou que vai embarcar em uma nova turnê, sua terceira no geral, chamada Latina Love Tour.
Thalía lançou seu décimo quarto álbum de estúdio, Valiente, em 9 de novembro de 2018.
Em 2023, protagoniza a série documental “Thalia’s Mixtape: The Soundtrack of My Life”, com estreia exclusiva na MTV e no Paramount+.

## Vida pessoal

### Relacionamentos e família

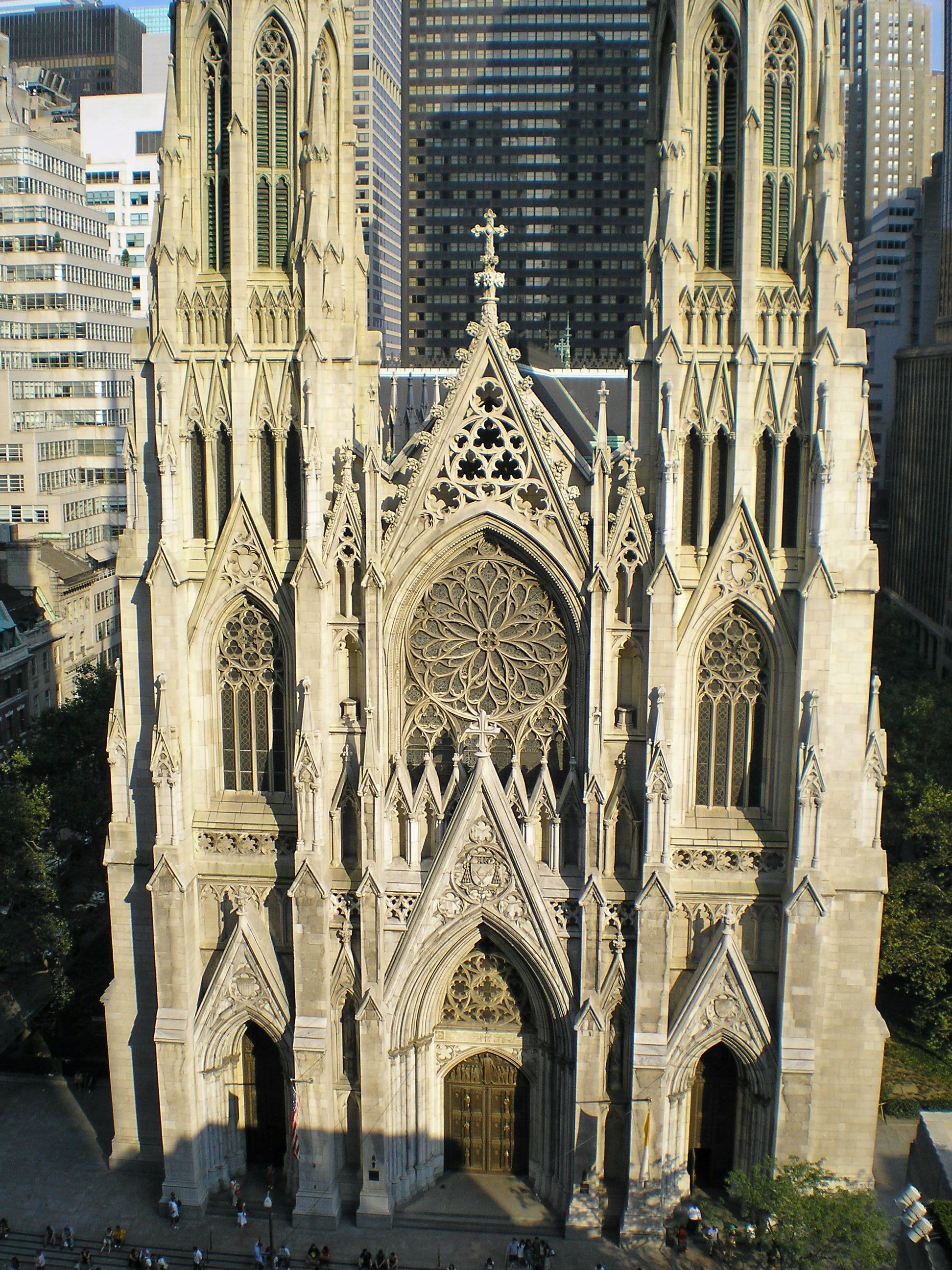
Catedral de São Patrício, onde foi realizada a cerimônia de casamento de Thalía e Tommy Mottola.

Thalía manteve um relacionamento com Diego Schoening, também membro da banda Timbiriche. Da mesma forma, esteve ligada amorosamente com Benny Ibarra e Erik Rubín, outros membros do grupo. Em 1989, ela conheceu Alfredo Díaz Ordaz, filho do ex-presidente mexicano Gustavo Díaz Ordaz, com quem iniciou um namoro que durou quatro anos. Díaz Ordaz foi empresário da artista e produziu seus dois primeiros álbuns em carreira solo, Thalía e Mundo de cristal. No entanto, em 1993, ele faleceu em decorrência da hepatite C, justamente quando Thalía estava gravando a telenovela Marimar. A cantora reconheceu que isso foi "um duro golpe para ela", e disse na ocasião que ela tinha até dado a ele um anel de noivado.
Mais tarde, Thalía manteve um namoro com o ator Fernando Colunga, com quem atuou na telenovela María la del Barrio. Colunga, em seguida, reconheceu que ser namorado de Thalía foi a pior experiência amorosa que ele teve em sua vida: "Sim, foi uma experiência ruim, porque você adora isso com a sua parceira, você não quer se divertir com 800 mil pessoas que não entendem o seu relacionamento". Depois disso, Thalía começou a sair com o também ator Jaime Camil, que na época ainda não se interessava pela carreira artística; Camil confessou em uma entrevista que foi Thalía quem o encorajou a seguir com sua carreira de ator. Mais tarde, a imprensa expôs um suposto romance de Thalía com Rodrigo Vidal e depois com Luis Miguel.

"Todas as mulheres da minha família sempre foram atraídas por homens mais velhos. Meu pai era vinte anos mais velho que minha mãe. Todas as minhas irmãs, todas as quatro, são casadas com homens muito mais velhos que elas. Meu antigo namorado [em referência a Díaz Ordaz] também era vinte anos mais velho que eu. Quando vi Tommy, amei seu visual, sua maneira de falar. Eu gostei da sua segurança. Foi como encontrar o complemento perfeito.

Durante a filmagem da telenovela Rosalinda, Thalía conheceu Tommy Mottola, o então presidente da gravadora Sony Music. "Emilio Estefan nos apresentou durante um jantar, estava gravando Rosalinda aqui no México e fui para Miami para um fim de semana em um encontro de amigos, Eu o conheci e ficamos impressionados [um com o outro]", disse ela. Em 2 de dezembro de 2000, Thalía e Mottola se casaram na Catedral de São Patrício, em Nova York. Para o empresário americano, era o seu terceiro casamento. O evento contou com a participação de vários cantores e atores, entre eles Bruce Springsteen, Robert De Niro, Juan Gabriel, Julio Iglesias, Michael Jackson e Jennifer López, entre outros, enquanto Emilio Estefan era o padrinho do casamento. O casamento recebeu muita atenção da mídia mundial e foi considerado o evento do ano. Durante a cerimônia, Thalía utilizou um vestido de noiva que pesava cerca de 70 quilos; no entanto, o peso do vestido em Thalía distribuía-se com os 17 metros da cauda.  De acordo com diferentes meios de comunicação, o casamento teria custado cerca de três milhões de dólares.
Em setembro de 2002, suas meias-irmãs Laura Zapata e Ernestina Sodi foram sequestradas. Zapata foi libertada 18 dias após o início do sequestro, enquanto Ernestina foi libertada no 36º dia. Ernestina revelou em seu livro Líbranos del mal que Thalía foi a responsável pelo resgate para sua libertação. Após este evento, houve vários desentendimentos públicos entre as irmãs, culminando no distanciamento entre Thalía e Zapata. De acordo com Julio Alejandro Quijano, editor do El Universal do México, o sequestro de suas meias-irmãs ancorou sua carreira. Em seu livro Cada día más fuerte, Thalia ressaltou que se sentiu culpada pelo sequestro de suas meias-irmãs, pois não residia mais no México durante o ocorrido, e acrescentou: "Um evento dessa magnitude causa danos internos à relação estrutural da família que vive esse evento traumático, e cada um o processa à sua maneira". Em 2011, a mãe de Thalía, Yolanda Miranda Mange, de quem era muito próxima, faleceu; a Univision descreveu a relação entre as duas como "a mais carinhosa e indivisível do espetáculo". Após a morte de sua mãe, Thalía declarou: "Hoje metade da minha alma morreu. Sinto que morro devagar ... Obrigada pelas suas orações minha guerreira, minha mãe". De acordo com a Univision, a família de Thalía é uma das mais poderosas do mundo do entretenimento.
Thalia declarou em sua autobiografia e em outros lugares que ela é religiosa e acredita profundamente em Deus. Ela começou a estudar a Kabbalah em 2002, usando muitos de seus símbolos na obra de arte de seu álbum El Sexto Sentido.

### Maternidade
Em 7 de outubro de 2007 teve sua primeira filha, a quem ela e o marido batizaram de Sabrina Sakaë Miranda Mottola. Em homenagem à cultura oriental, decidiu colocar o segundo nome de Sakaë, que significa princesa em japonês. Em 25 de junho de 2011 seu segundo filho, Matthew Alejandro Miranda Mottola nasceu. O segundo nome de seu filho, Alejandro, foi dado em homenagem à cultura hispânica, servindo como uma referência cultural para as famílias latinas que vivem nos EUA. Seus dois filhos nasceram através de cesariana em Nova York.
Em entrevistas revelou que teve dificuldades para engravidar, precisando recorrer a tratamentos medicamentosos, injeções hormonais e por fim, realizou duas fertilizações que resultaram nos seus dois filhos. Também revelou que sofreu dois abortos espontâneos, em 2003 e 2005, respectivamente, e que sua saúde sempre foi boa e os médicos, mesmo após exames, não souberam a causa das dificuldades para engravidar e das perdas gestacionais.

## Atividades empresariais
A incursão de Thalia em atividades empresariais foi extensa e formalmente ocorreu em 1993, quando ela assinou um contrato de três anos com uma casa de lingerie no México para lançar sua própria linha de roupas íntimas femininas. A linha de lingerie da artista foi colocada à venda a partir de 1995. A recepção comercial foi um sucesso e segundo Thalía: "a partir daquele momento eu estava querendo mais e mais". Anos depois, em 2002, firmou um acordo com a rede de supermercados Kmart para lançar uma linha de roupas femininas, além de acessórios e utensílios domésticos. Finalmente, a coleção "Thalía Sodi" foi apresentada oficialmente ao público americano em 2003. Sobre isso, Thalia comentou: "minha coleção é um sonho tornado-se realidade. Estou muito animada por ter criado uma linha inspirada na minha cultura, mostrando a sua cor, a sua paixão e grandeza e captando uma grande parte do meu estilo pessoal". A artista se tornou o primeiro mexicano a lançar uma linha de roupas nos Estados Unidos. A coleção é distribuída em 335 lojas Kmart em Miami, Nova York e Chicago; mais tarde, graças à recepção comercial chegou, todas as lojas Kmart distribuídas nos EUA.
Simultaneamente ela estreou uma coleção de lentes em homenagem a ela em associação com a empresa Kenmark Optical, chamada "Thalía Eyewear". Em 2005, a linha estava disponível no México ao chegar a um acordo com a empresa Devlyn. Até 2007, 100 milhões de dólares foram o lucro das vendas da coleção "Thalía Eyewear", com mais de um milhão de lentes vendidas. Em 2007, uma nova linha de lentes projetada para meninas e jovens foi lançada em Nova York, distribuída em oitenta países.
Em abril de 2004, foi lançada a revista Thalia, nos Estados Unidos, começou a ser publicada - principalmente -, pela American Media e orientada para o público feminino latino. A publicação incluiria dicas e conteúdo sobre saúde, moda e beleza para as mulheres. Meses depois, em setembro, foi anunciado que Thalia seria a imagem oficial das campanhas publicitárias de joias da Jacob & Co, sendo a primeira imagem oficial desta joia. No mesmo período, depois de lançar três edições, a revista Thalía deixou de ser publicada. Para os conceitos de publicidade nessas edições publicadas, a American Media reportou ganhos de mais de US$ 560 000. Em 2007, Thalía reconheceu que a razão pela qual sua revista saiu de circulação foi devido ao acordo proposto pela American Media que não a favorecia.
Também em 2004, a artista fez um acordo com a empresa Hershey's para se tornar a imagem oficial de suas campanhas publicitárias para o mercado hispânico. O contrato incluiu o patrocínio da Hershey's para sua turnê mundial, bem como uma linha de chocolates com o nome da cantora. A linha de doces foi renomeada para "La dulcería Thalía" e teve bastante sucesso. Suas atividades de negócio não cessou nos próximos anos, pois em 2005 anunciou o projeto de uma nova linha de roupas para a temporada de verão, e no ano seguinte tornou-se com Will Smith garota propaganda na imagem dos produtos da empresa Carol's Daughter, enquanto ao final de 2007 o seu perfume, produzido pela empresa estreia Fuller Cosmetics. Finalmente, em dezembro de 2007, ela lançou uma série limitada de camisetas e bonés criados por ela, que estariam disponíveis para venda em seu site na Internet. Em maio de 2010, mais uma vez em seu site, revelou novos acessórios e joias, bem como avanços na nova linha de roupas lançados no México com a empresa C&A. Meses depois, em fevereiro de 2011, serviu como imagem de Head and Shoulders.
Outras empresas para as quais Thalía trabalhou como uma imagem publicitária são Dr Pepper (2001) e Victoria's Secret (2005). Segundo a revista ¡Mira!, em 2008, estimou-se que Thalía era uma das artistas mais ricas do México, com uma fortuna de mais de cem milhões de dólares, levando em conta seu patrimônio imobiliário. Em abril de 2012, ela abriu seu centro de yoga em Nova York.
Em janeiro de 2015, foi anunciado o lançamento da coleção Thalía Sodi Collection, desenhada por Thalía para a loja da Macy's em Nova York. A nova linha é composta de vestuário, calçado e acessórios, foi colocado à venda em 300 lojas em todo os Estados Unidos.

### Filantropia

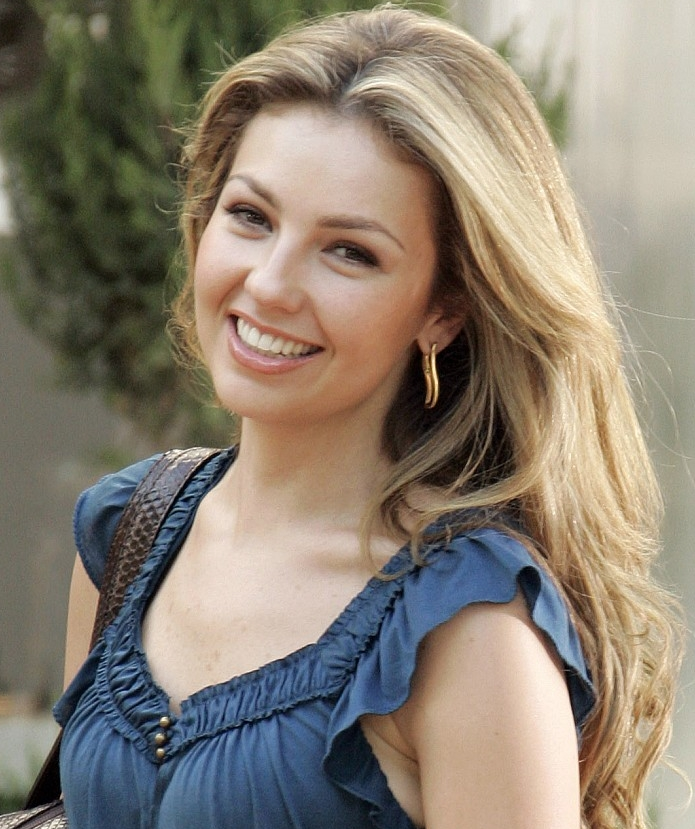
Thalía em 2006.

Thalía participou de várias campanhas humanitárias, incluindo com a March of Dimes desde 2004, em uma campanha para prevenir partos prematuros nos quais ela lançou anúncios para educar as mulheres sobre as medidas que podem ser tomadas antes da gravidez para reduzir as chances de ter um bebê prematuro. Em março de 2006, Thalía, foi porta-voz da March of Dimes, estrelando uma campanha de conscientização nas ruas de Nova York, liderada por ela. Em setembro de 2008, Thalía recebeu o prêmio HOLA Ilka da Organização Hispânica de Atores Latinos em Nova York, que destaca os famosos latinos que realizam trabalhos de caridade extensivos. Nesse mesmo ano, com o marido, ela participou do evento A Funny Thing Happened On The Way To Cure Parkinson's, a fim de apoiar financeiramente a Fundação The Michael J. Fox Foundation para Pesquisa de Parkinson, Michael J. Fox.
Em maio de 2009, com seu marido Tommy Mottola, ela foi reconhecida pela Research Hospital de crianças do St. Jude em Miami por seu apoio a crianças carentes. Em 2010, juntamente com vários cantores e atores como Sharon Stone, Michael Douglas, Jennifer Lopez e Marc Anthony, entre outros, para levantar fundos e doar para a Fundação do Departamento de Polícia de Nova York, que supervisiona a segurança pública de Nova Iorque. Um ano depois, ela participou com seu marido em um evento beneficente na mesma cidade liderada pela Fundação Robin Hood, a fim de arrecadar dinheiro para jovens sem-teto. Em Nova York, Thalía ajudou as vítimas do furacão Sandy com água engarrafada, bem como material escolar e sacos de dormir, entre outros itens. Thalia também é membro da Fundação ALAS.
Em fevereiro de 2015, Thalía fez parte da passarela Go Red na New York Fashion Week, organizado pela loja Macy's, que visava aumentar a consciência da doença cardíaca nos Estados Unidos.

## Características musicais

### Estilo musical e críticas
Segundo Thalía: "minha voz, na música pop é soprano. Eu tenho três oitavas registradas, eu começo muito baixo porque minha voz é muito séria, às vezes, então são 3 oitavas muito baixas (normal e mínimo é 12). Mas quando canto com a minha professora de canto, praticamos com canções de ópera, como "Arias de Carmen", "Caro mio ben", canções italianas, muito antigas e lá, sou mezzo-soprano". Durante sua carreira, Thalia experimentou vários gêneros de música, como pop latino, pop rock e dance pop, até a cúmbia, R&B, bachata, entre outros.
De acordo com a Billboard, Thalia é uma cantora e compositora de sucesso. Gladis Arias do El Heraldo disse que "Thalía é uma das mais poderosas vozes do pop latino". No entanto, alguns permaneceram céticos sobre a sua obra; David Dorantes de La Voz de Houston, disse que "Thalía teve grandes sucessos radiofônicos com canções como "Amor a la mexicana", "Sudor" e "Arrasando", contido em álbuns bastante medíocres para o seu previsível pop". Paul Schanton do Diario Clarín, disse que embora não seja abundante em seu comentário, não favorece a sua interpretação na música pop, dizendo: "no mundo do [s]hopping, a Pau sempre teve que ser a terceira na briga, entre Shakira (a mais "entronada") e Thalía (mais "popu" do que pop)".
É frequentemente comentado, que o que a levou a fama ao redor do mundo foi o seu papel como atriz. Em 1997, Teresa Aguilera crítica e editora da Billboard, comentou que a música latina tinha ídolos masculinos como Luis Miguel e Ricky Martin. Embora a colombiana Shakira tivesse alcançado enorme sucesso na região da América Latina entre 1996 e 1997, a Latina que se tornara um verdadeiro alcance e celebridade no mundo, tinha sido Thalia com suas "Marias". Em 2011, Marcela Álvarez do About.com, comentou que: "muitos argumentam que seu talento como atriz excede em muito a de cantora. De qualquer forma, vale ressaltar que no dia da apresentação de seu livro [Cada día más fuerte] em Nova York, juntaram-se fãs do Brasil, Itália, Chipre, Polônia e Turquia. Eles disseram que a conhecem, principalmente, por causa de suas novelas."

### Influências

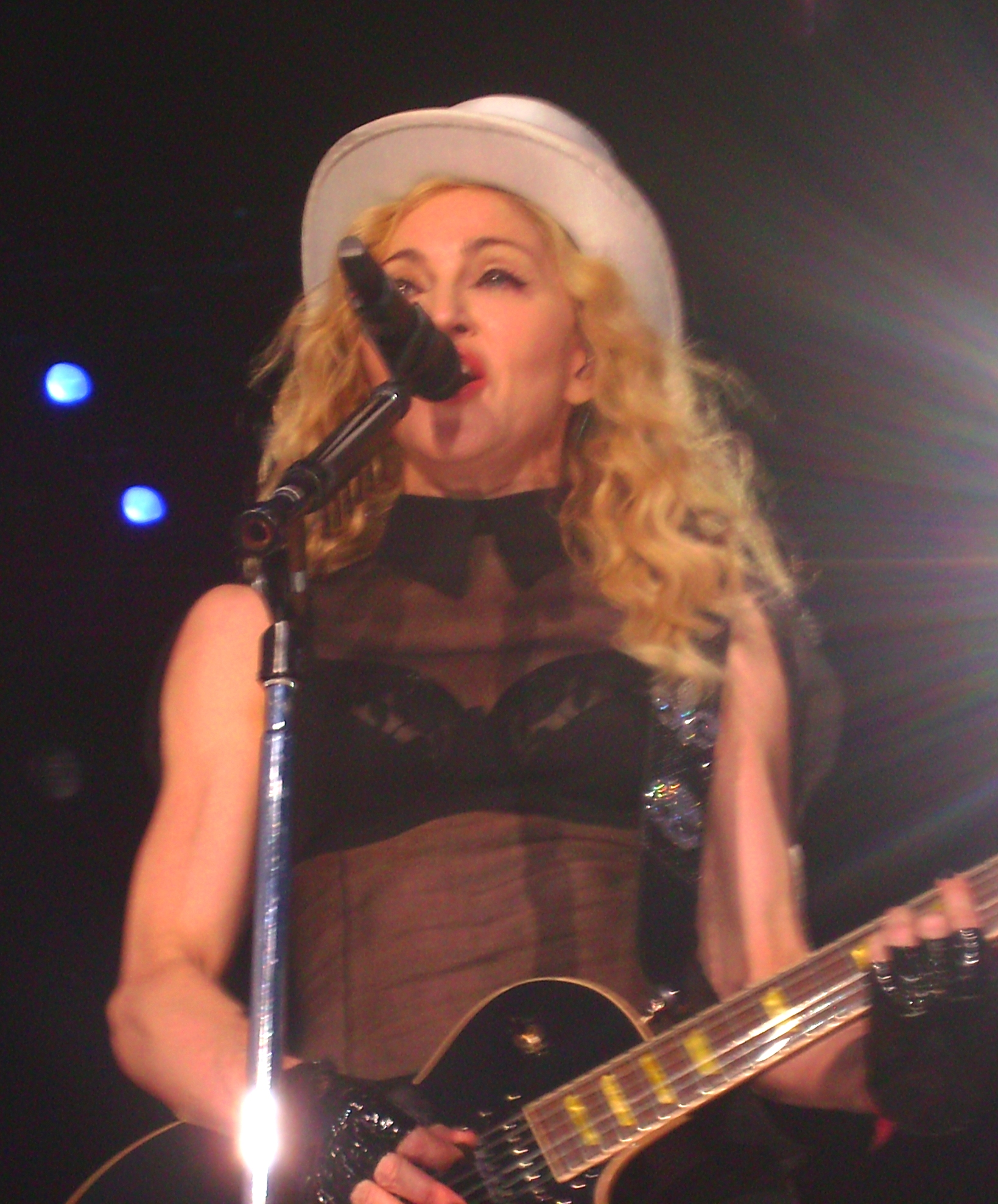
Madonna, foi uma das principais influências para Thalia. Os tabloides latinos sugerem que Thalia é como uma "Madonna Latina" no mercado hispânico.

Segundo a própria cantora, sua maior influência foi sua mãe, que era a sua empresária, até 2000. Também expressou sua admiração e, tomou como influências  artistas como Britney Spears, Jim Morrison, Verónica Castro, Elvis Presley, Madonna, Marilyn Monroe, Pedro Infante, Juan Luis Guerra, George Michael, Dolores Del Rio e María Félix; O produtor Emilio Estefan também tem sido uma das principais influências de Thalía, em 1999, ela disse: "minha carreira mudou depois que as Marias atingiram o mundo e Emilio Estefan assinou pela primeira vez um artista latino que não fosse Gloria Estefan e especialmente a música "Piel morena"". Enquanto com o colega produtor Alfredo Diaz Ordaz, que foi seu namorado, Thalía dedicou seu disco En éxtasis e em entrevista ao Diario Clarín, comentou que quando Ordaz morreu, o tocou fundo e se reuniu com Deus. "Ele pegou minha mão e me levou para a luz. Desde então, só tive sucessos".

### Imagem pública
Thalía tem sido conhecida por renovar a sua imagem através de suas apresentações de mídia, ao vivo ou com seus vídeos musicais. Ana Enriquez do About.com, disse que "o seu look do início dos anos 90, não era nada com o que está começando a ver na moda, que, embora bem-vindas os minicalções, calças e pantiblusas, não foi pelo menos a saturação visual de suas roupas "e ele estendeu "com minúsculos calções apertados legging, combinadas com corpetes, saltos altos, um cabelo volumoso e natural e mostrando sua cintura pequena, Thalía ganhou reputação de símbolo sexual". Em "Un pacto entre los dos" um de seus primeiros vídeos, Thalía é perseguida através da selva por membros de uma tribo canibal. Segundo Ed Grant, crítico da revista Time , muitos de seus vídeos da década de 1990 são "extravagantes", especialmente "Gracias a Dios" e "Amor a la Mexicana". Para promover a chamada "Trilogia de Las Marías", Thalia inspirou-se em trajes de estilo cabaret da década de 1950 na Cidade do México. El Tiempo disse que Thalía tinha mudado "a imagem da menina inocente que apresentava [a "trilogia da Marias"] com uma sexy, ousada e agressiva com o vídeo de "Gracias a Dios" que usa uma roupa sugestiva lembra sadomasoquista". Na verdade, juntamente com o lançamento de sua lingerie em 1995, e o sofrimento de uma crise nervosa, muitos meios de comunicação em vez acreditava que a cantora tinha contraído uma infecção sexualmente transmissível. Por outro lado, Enriquez argumenta que durante esta fase, Thalía "já vi com uma imagem muito mais refinada e trabalhei em seus vídeos e apresentações". Omar Ramos, editor do jornal Milenio comenta "que "Piel Morena" (1995) tornou-se uma das faixas importantes da sua carreira, em parte por causa de seu polêmico vídeo que mostrava sutiãs com com torneiras de água, fechaduras e castiçais". De acordo com a Univision, "Piel morena" é um dos vídeos pioneiros em coreografias marcadas.
Durante o lançamento do álbum Arrasando, Ed Grant ressalta que seus vídeos não eram "visivelmente aventureiros". Pelo contrário, Ana Enriquez diz que "continua com o conceito mais trabalhado que apresentou a partir de 1995". No vídeo de "Reencarnación", um dos singles do álbum, Thalía interpretou um sereia, uma índia apache, deusa de Bali, uma cantora de punk e ela mesma, enquanto em "Entre el mar y una estrella" recria o conceito da obra de arte "Papilla estelar" de Remedios Varo. Durante o lançamento do álbum Thalía de 2002, os três vídeos que foram filmados para sua promoção foram caracterizados por terem sido gravados em Nova Iorque. Nesse mesmo ano, ela apareceu na edição do Grammy Latino com uma saia de vários metros de comprimento, iluminada com centenas de luzes. No vídeo do último single do álbum, publicado no ano seguinte, intitulado "Quem se importa?", Thalía recria o look que a cantora Alaska utilizou, botas longas e ásperas, bem como anéis, brincos e pulseiras extravagantes. Em sua turnê High Voltage Tour, Durante uma apresentação no Auditório Nacional do México, Atenas Sifuentes do Notimex, disse que muitos homens gays do país assistiriam em massa, enquanto Ernesto Lechner do Los Angeles Times, relatou que a apresentação da cantora no Anfiteatro Gibson; "foi um espetáculo extravagante e uma obra-prima do kitsch", além de que sua interpretação era "estranhamente poética". Ao mesmo tempo, ele ressaltou que esta apresentação transcendeu a imagem de paquera que ela projeta em muitos de seus videoclipes. No vídeo "Amar sin ser amada", Thalia recriou o visual do filme Grease estrelado por Elvis Presley.
Para o seu primeiro álbum ao vivo Primera fila, Thalia passou a adotar uma imagem mais "natural" ao vestir-se de uma maneira introspectiva em suas performances na frente de um público limitado. Isso foi notável desde que a imprensa mencionou que o público a via anteriormente como um "símbolo sexual" e uma cantora de "plástico". A própria Thalia mencionou:
| “ | Quando minha saúde foi comprometida [em referência à doença de Lyme], eu tive que reestruturar toda a minha vida, em todos os aspectos, desde repensar quem eu sou e onde estou indo, o que eu gosto, quais fatores são estressantes para mim e o que me faz feliz, e quando você se faz essas perguntas e responde, isso dói ou você não gosta, e você tem a tarefa de mudar, e eu mudei. [...] As pessoas usam muitas máscaras para não vê-las como vulneráveis, sensíveis, e isso foi uma libertação para mim, já que foi para tirar um peso de todos os estereótipos que eu forjei, criei, dei-lhes atenção ou não, e eles cresceram. | ” |

Embora em uma entrevista em 2010, com a revista Shangay Express, a cantora disse: "Eu ainda tenho um dragão dentro de mim, então de vez em quando eu gosto de recorrer a olhares complexos e voluptuosos, porque na vida você tem que se divertir". Thalia foi chamada de "Imperatriz da Beleza " por causa de sua aparência física, juntamente com seu senso estético com a moda. A mesma ainda detém o recorde na revista People en Español, sendo nomeada nove vezes como "a mais bonita".

## Legado

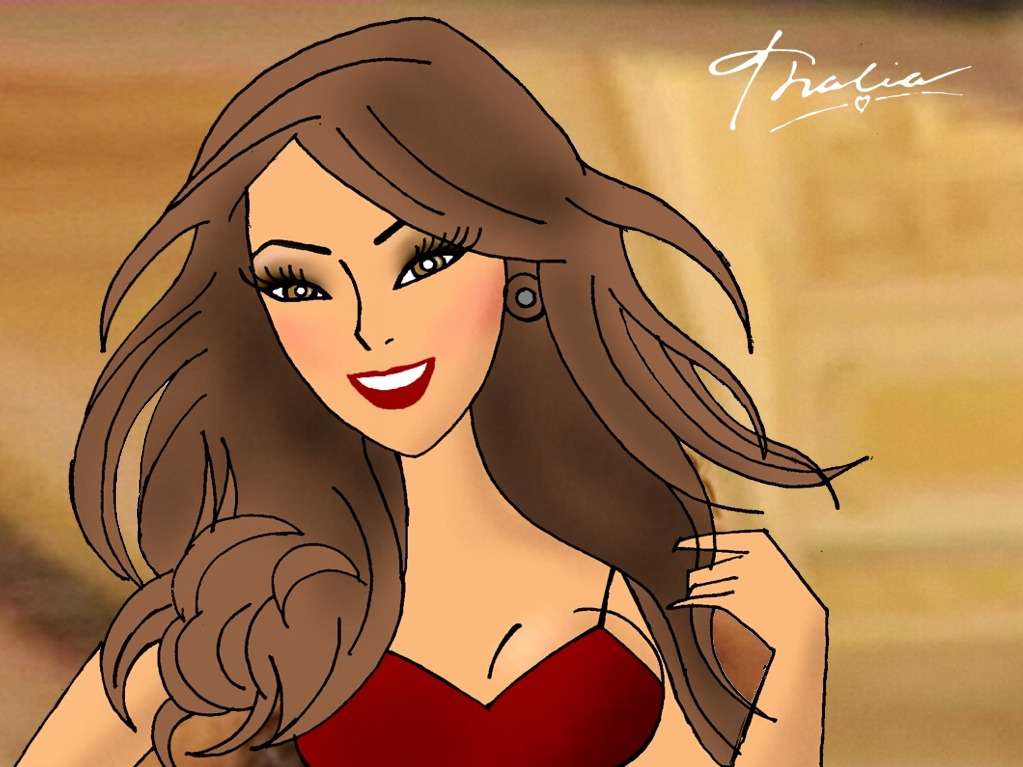
Caricatura em homenagem a Thalía.

Segundo a revista americana Ocean Drive, Thalia é "a maior estrela que o México exportou nas últimas décadas". Em 2011, a Univision a incluiu em sua lista dos "25 mexicanos mais influentes da música", colocando-a na oitava posição, pelo que levou os solistas. Em geral, várias mídias como Terra, E! Entertainment Television, a TV Azteca a considera a "solista de música mexicana mais bem sucedida e influente do mundo". O tabloide britânico The Sun, classificou Thalia no número 25 entre as "50 cantoras que nunca serão esquecidas na música", fazendo dela a terceira cantora latina de maior sucesso de todos os tempos (atrás de Shakira e Gloria Estefan, respectivamente). Em 2012, o portal Terra nomeou-a como "uma das mulheres fortes e icônicas da música" e enfatizou que "[várias] mulheres no mundo vieram para imitá-la". Além do espanhol, Thalía já cantou em inglês, italiano, francês, português e tagalo. Em 2001, a Billboard a premiou com El Premio de la Estrella, tornando-se o primeiro artista a receber este reconhecimento, que é dado a artistas latinos que obtiveram sucesso sem prescedentes no mundo em várias disciplinas artísticas. A Billboard comentou que:
| “ | "Poucos artistas latinos têm o reconhecimento do nome universal da atriz/cantora/compositora Thalía. Possivelmente [é] a estrela de novelas em língua espanhola mais reconhecida em todo o mundo. Thalía também desenvolveu, em paralelo, uma carreira de sucesso, sem dúvida, como uma cantora, com gravações em espanhol, inglês, francês, português e tagalog. [..] Thalía desenvolveu um som, uma imagem e uma identidade que atravessa fronteiras, idiomas e disciplinas". | ” |

Considerada por alguns a rainha do pop latino, algumas de suas canções têm sido consideradas clássicos da música latino-americana; incluindo a sua versão da canção "La vie en rose" dentro do pop latino. O Terra escolheu como número um "Amor a la Mexicana" na sua lista de "As 50 melhores músicas latinas". Em 2002, "Piel morena" foi escolhida como "a melhor canção em espanhol de todos os tempos nos Estados Unidos", em pesquisa realizada pela Univision; Celeste Fraser Delgado do Miami New Times, argumenta que esta "questão de sucesso não só marcou um ponto de viragem na carreira de Thalía como cantora, mas [fez] uma mudança radical na empresa Estefan Enterprises [e] em seguida, continuar com outros expoentes da música latina como é: Alejandro Fernández, Shakira e Carlos Vives". Os autores da Encyclopedia Latina: history, culture, and society in the United States, Volumen 1, concordaram que En éxtasis e Amor a la mexicana "era [ed] mais uma prova da crescente comercialização da cultura Latina nos Estados Unidos". Thalia vendeu mais de 25 milhões de álbuns desde sua estréia solo, fazendo dela uma das artistas latinas mais vendidas do mundo. Thalía tem sido uma das influências de algumas celebridades, como é o caso da americana Lindsay Lohan, a também cantora e atriz mexicana Anahí, a cantora romena Olteanca Elena Ionescu; no qual declarou que "Thalía é como sua mãe [na música]." cantores como Tiziano Ferro, Espinoza Paz e Gloria Trevi, manifestaram interesse em algum momento de compor ou cantar um dueto com Thalía, enquanto outros têm escrito canções inspiradas nela, como no caso do compositor Andrés Cuervo com a canção "Caro Thalía." Enquanto isso, outros artistas como Inna, Gloria Estefan, Estéfano, Shakira, Susana Vieira, Michael Bublé, Robert De Niro, Juan Luis Guerra, Carlos Vives o Julio Iglesias elogiou o trabalho de Thalía; o último três concordaram que o sucesso de Thalía foi baseado em seu esforço e seu "grande talento", enquanto a colombiana Shakira admitiu em uma entrevista em 2004 que ela gostava do nome "Thalia" e se pudesse ter escolhido outro nome artístico, teria escolhido esse.
Considerada a "Rainha das novelas", as telenovelas em que ela participou foram vistas por mais de dois bilhões de pessoas em 180 países; conhecidas como as "Trilogia das Marias" foi vista durante sua transmissão original por um bilhão de pessoas em todo mundo. A trilogia permitiu em muitos países, novelas mexicanas serem apreciadas e gozarem de êxito e, em alguns casos, o formato telenovela foi transmitido pela primeira vez e acabou sendo também um sucesso. De acordo com Álvaro Cueva, jornalista de shows e crítico de televisão, "Thalia é a última grande celebridade das telenovelas no mundo".
Thalia também é conhecida por ser uma artista multifacetada. A National Broadcasting Company (NBC) a considera "uma cantora dinâmica, atriz talentosa e um inspiração como empreendedora." Em sua carreira como empreendedora, ela quebrou muitos recordes de vendas com muitos de seus produtos. Thalía se tornou o primeiro mexicano a ter uma linha de roupas nos EUA, como além de ser o primeiro mexicano a fechar o dia de negociação na NASDAQ (2006). Por ser uma artista latina influente nos EUA, marcas como Hershey's fizeram negócios com ela; Além disso, Thalia tornou-se o primeiro artista de origem hispânica a fazer negócios com essa marca. A empresa holandesa C&A lançou em 2011, uma linha de roupas inspirada nela, com o título de C&A inspirado-se em Thalía. Em 1998, a empresa francesa Louis Vuitton com a Unicef convidou-a para aparecer em sua publicação Rebonds, que reuniu as celebridades mais influentes no mundo no momento, sendo ela a única celebridade Latina a aparecer no livro. O jornalista Felipe Escudero de El Mundo afirmou que Thalia é uma "empreendedora de sucesso". O vice-presidente de vendas internacionais da empresa Kmart, John Justice, qualifica-a como "A Madonna Latina do mercado hispânico [e], como uma "Rainha Midas" que transforma em ouro tudo que toca com sua marca. Em seu papel como locutora, em 2011 a publicação Radio Ink nomeou Thalia como uma das "mulheres mais influentes do rádio".
Ela é considerada uma das latinas mais poderosas e influentes dos Estados Unidos e do resto do mundo. Em 1997, foi criada em 25 de abril como o "Dia de Thalía" em Los Angeles, California, prova de sua crescente popularidade entre a comunidade latina no Estados Unidos. O "Dia da Thalia" também foi estabelecido em duas outras ocasiões no mundo; enquanto ele recebeu as chaves para mais de 50 cidades em diferentes países. Os leitores da revista Vanidades a escolheram como uma das "mulheres mais influentes do show na década de 1990", junto com Jennifer López. Em 2011, a revista People em sua versão em espanhol incluiu -o em sua lista de "25 Latinas mais poderosas". Em 2012, a Univision incluiu-a em duas listas semelhantes: "[As] 50 Latinas que conseguiram conquistar o mundo", onde eles disseram, Thalía 'tem sido uma das primeiras cantoras e atrizes a ganhar o mercado Anglo-Saxónico", e os "hispânicos que triunfaram no mundo," onde ele enfatizou que "no showbiz [..] Thalía está mostrando o sucesso no mundo hispânico". Ed Grant da revista Time, Ela sugere que por causa da "natureza muitas vezes extravagante de seus figurinos e números de produção", Thalia é um ícone gay e as drag queens que a imitam são chamadas de "Thalíos". Em uma pesquisa conduzida pelo Terra, Thalia foi escolhida como um dos ícones da juventude; em 2010 , na cerimônia de premiação do Premio Lo Nuestro, Thalía foi homenageada com o prêmio Jóvenes con Legado. De modo geral, sua carreira a levou a ser qualificada como ícone popular em muitas partes do mundo.

## Discografia
- Thalía (1990)
- Mundo de Cristal (1991)
- Love (1992)
- En Éxtasis (1995)
- Amor a la Mexicana (1997)
- Arrasando (2000)
- Thalía (2002)
- Thalía (2003)
- El Sexto Sentido (2005)
- Lunada (2008)
- Habitame Siempre (2012)
- Amore Mio (2014)
- Latina (2016)
- Valiente (2018)
- Desamorfosis (2021)
- Thalía's Mixtape (2023)
- A Mucha Honra (2024)
- Navidad Melancólica (2024)

## Turnês
- Thalía en Concierto (1990—91)
- Love Tour (1992—94)
- En Éxtasis Tour (1996—97)
- Amor a la Mexicana Tour (1998)
- High Voltage Tour (2004)
- The VIVA! Tour (2013)
- Latina Love Tour (2016)

## Livros
Em 2007, Thalía lançou seu primeiro livro sob o título Thalía: ¡Belleza! Lecciones sobre el lápiz labial y la felicidad, que ela escreveu em colaboração com Belén Aranda-Alvarado. O trabalho foi publicado através da editora Chronicle Books e aborda conselhos da artista para mulheres sobre questões de beleza pessoal. Naquele ano, ela ganhou o prêmio Yalsa (Young Adult Library Services Association) da ALA (American Library Association), na categoria Quick Picks for Reluctant Young Adult Readers. Inspirada por sua maternidade, dois anos depois seu segundo livro foi posto à venda, Thalía: ¡Radiante! Guía para un embarazo fabuloso (2009), onde em colaboração com o Dr. Andrew Kramer, obstetra e ginecologista do hospital Mt. Sinai em Nova York, dá conselhos às mães sobre a gravidez. Seu terceiro e mais recente livro foi lançado no mercado em 2011, no qual, foi intitulado Cada día más fuerte, Thalía relata experiências pessoais de sua vida, como o sequestro de suas irmãs, entre outros aspectos. Todos os livros também foram publicados em inglês. Em 2013, Thalía lançou seu primeiro livro infantil, chamado Chupi el Binky que regresó a su hogar, que voltou para casa, e sua versão em inglês, Chupie, the Binky that returned home.
- Thalía: ¡Belleza! Lecciones sobre el lápiz labial y la felicidad. [S.l.]: Chronicle Books. 2007. ISBN 0811858294
- Thalía: ¡Radiante! Guía para un embarazo fabuloso. [S.l.]: Chronicle Books. 2009. ISBN 081185812X
- Cada día más fuerte. [S.l.]: Penguin Books. 2011. ISBN 0451234413
- Chupi el Binky que regresó a su hogar. [S.l.]: Celebra Children's Books. 2013. ISBN 9780451416063